# Пісні Абая
«Пісні́ Аба́я» — радянський художній фільм, знятий режисерами Григорієм Рошалем і Юхимом Ароном в 1945 році на Алма-Атинській кіностудії художніх і хронікальних фільмів. Екранізація роману Мухтара Ауезова «Абай». Прем'єра фільму відбулася 20 січня 1946 року.

## Сюжет
Фільм про казахського поета, композитора, просвітителя, мислителя, громадського діяча, засновника казахської письмової літератури та її першого класика Абая Кунанбаєва. Присвячений борцю за щастя свого народу, друга росіян. Абай зближується з російським засланцем, вченим Нифонтом Долгополовим. Під впливом їхньої міцніючої дружби формуються просвітницькі ідеали Абая. Але поет ще не вільний від влади старого патріархального побуту, в казахському степу лютують жорстокі родові закони, їх жертвами стають юна Ажар і її коханий поет Абай. Тоді коли цього вимагають обставини, Абай виступає як справжній борець.

## У ролях
- Калибек Куанишбаєв — Абай
- Капан Бадиров — Айдар
- Серали Кожамкулов — Баймагамбет
- Єлюбай Умурзаков — Ерден
- Шакен Айманов — Шаріп
- Жагда Огузбаєв — Абіш
- Сайфулла Тельгараєв — Кокпай
- Камал Кармисов — Оспанов
- Рахія Койчубаєва — Зейнеп
- Олег Жаков — Ніфонт Іванович Долгополов
- Марат Сиздиков — Наримбет
- Аміна Умурзакова — Ажар
- Шолпан Джандарбекова — Магіш
- Зоя Таджитдінова — Карлигаш
- Даріга Тналіна — Єркежан, молода дружина Абая
- Нурмагамбет Абішев — епізод
- Атайбек Жолумбетов — Ораз
- Тамара Косубаєва — епізод

## Знімальна група
- Режисери — Григорій Рошаль, Юхим Арон
- Сценарій — Мухтар Ауезов, Григорій Рошаль
- Головний оператор — Галина Пишкова
- Художник-постановник — Кулахмет Ходжиков
- Звукооператор — К. Гордон
- Другий режисер — Н. Бейсеков, О. Уліцька
- Художник-гример — А. Айджан
- Монтажер — Д. Ландлер
- Асистент гримера — Р. Джангазіна
- Асистенти оператора — Ф. Абсалямов
- Директор картини — Кусатай Сулейменов